# 昭皇后 (陳霸先)
钱氏（？—？），南陈高祖陈霸先的第一任夫人，吴兴郡人。

## 父
钱仲方，吴兴郡（今浙江省湖州市）人，陈霸先的同乡。

## 生平
陈霸先娶的钱氏，钱氏去世後，陈霸先再娶章要儿。557年，陈霸先称帝后，追尊父亲陈文赞为景皇帝，庙号太祖；皇妣董太夫人安皇后。追谥前夫人钱氏号为昭皇后，世子陈克为孝怀太子。